# 석잠풀
석잠풀(Stachys riederi var. japonica)은 한국·중국·일본 등지에 분포하는 여러해살이풀로 주로 습지에서 자란다. 높이 30-60cm이며 뿌리줄기가 옆으로 길게 뻗는다. 잎은 마주달리고 피침형이며 가장자리에 잔톱니가 있다. 꽃은 6-9월에 피고 연한 홍색이며 마디에 층으로 달린다. 꽃받침의 갈래조각은 가시처럼 뾰족하고 4개의 수술 중 2개가 길다. 원줄기의 능선과 잎 뒷면의 중륵에 털이 있는 것을 개석잠풀(S. j. var. hispidula), 전체에 털이 많은 것을 털석잠풀(S. j.var. villosa)이라고 한다. 한방에서 두통·인후염·기관지염 등의 치료 약재로 이용한다.